# Юдит в наметі Олоферна (Лісс)
Юдит в наметі Олоферна (англ. Judith in the Tent of Holofernes) — картина відомого художника Йоганна Лісса, представника Північного Відродження, який народився в німецькому місті Ольденбург, наслідував стиль голландських колег, а більшість своїх картин створив працюючи та проживаючи в Італії. Дослідники сходяться на думці, що картина «Юдит в наметі Олоферна» була створена в Римі, куди Лісс переїхав на початку 20-х років XVII століття після навчання у голландських та фламандських колег в Антверпені. За основу для написання картини, що була створена в період з 1624 по 1625 рік, було взято сюжет про обезголовлення військово командувача Олоферна, що міститься в другій частині Книги Юдити (второканонічної книги, що входить до книг Старого Завіту, але не до Танаху). В наш час картина під інвентарним номером 4913 знаходиться в фондах музею образотворчих мистецтв в Будапешті, але не демонструється широкому загалові. Попри відвертість та жахливість сцени, редактори газети «Гардіан» представляють загалові картину, як «насправді досить м'яку версію відносно кровавої біблійної розповіді».

## Історія
Юдит була єврейською вдовою, яка взяла на себе сміливість врятувала своє рідне місто від навали ассирійців. Уособлює собою геройство та символ боротьби юдеїв проти їх гнобителів в давнину на Близькому Сході. Коли її рідне місто Бетулію взяли в облогу війська ворогів вона вирішила проникнути до їхнього стану. Маючи вроду, що була підкреслена гарним вбранням, вона змогла наблизитися до головнокомандувача ассирійськими військами — Олоферна. Через декілька днів вона була запрошена для усамітнення до його намету. Напоївши чоловіка вином, Юдит скористалася його безпомічним становищем та відрізала голову. Останню, сховавши у мішок, вона передала служниці. Саме цей момент Лісс зобразив на своєму полотні. Її погляд надмірний та рішучий, що можна розгледіти коли вона обертається до глядачів. Від хвилювання та самої ситуації її щоки досі червоні, шкіра блискуча від поту, а м'ясисті губи — зволожені. Знизу картини кров ллється потоком з безголового тіла Олоферна. Драматизм композиції, потужні жести та використання сильних контрастів світла й відтінку характерні для періоду бароко. Особливо це просліджується в роботах італійського художника Караваджо, чиї картини Лісс, скоріше за все бачив, коли жив у Римі в 1620-х роках.
Композиція має на меті, насамперед, нажахати глядачів зображенням сильної кровотечі та понівеченого трупа, контрастом між набряклими м'язами й зникненням життєвих сил. Надалі художник переводить погляд глядачів на одяг, що спочатку представлений хвилястим мереживним подолом, жовтою блискучою шовковою сорочкою й поспіхом скрученим тюрбаном. Кульмінацією сюжету є взаємодія двох фігур, що уособлюють перемогу та трагічну поразку. Юдит, проста єврейська жінка, водночас є героїнею, що врятувала свій народ від загибелі, але водночас не облишена низьких мотивів. Вираз її обличчя та розслабленні губи підкреслюють мить її насолоди, тріумфом жінки-спокусниці. На відміну від інших художників, що більше розкривали хтивість Олоферна, Йоганн Лісс виніс на перший план жіночу силу Юдит.
Американська модельєрка й історик моди та костюму Анна Голландер відмічає, що завдяки правильно підібраному нарядові, художник вигідно підкреслив плечі Юдит і її вроду в цілому.